# Jose Romero

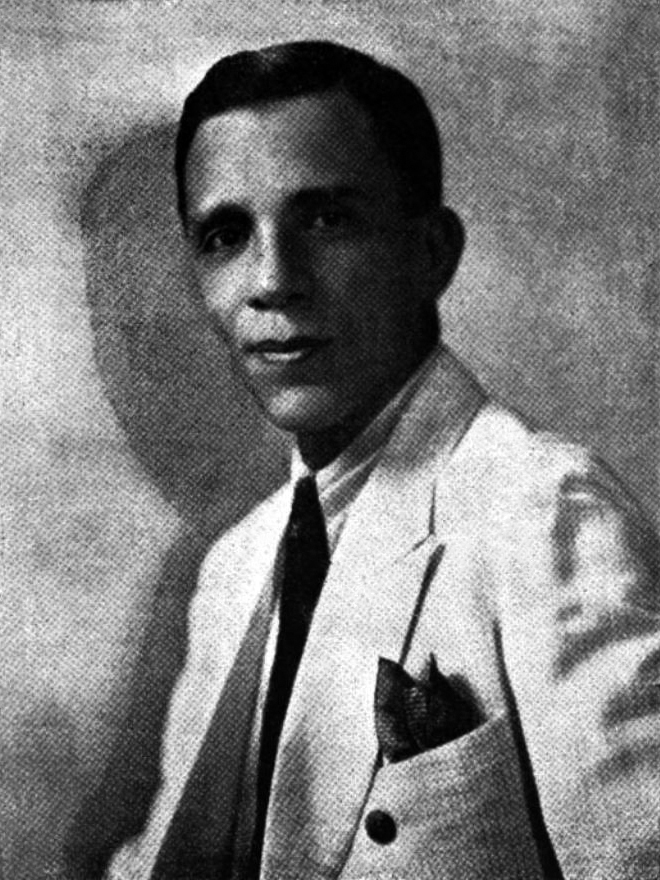
Jose Romero in 1941

Jose E. Romero (Bais, 3 maart 1897 - 23 oktober 1978) was een Filipijns politicus. Romero was van 1931 tot 1935 lid van de Filipijns Huis van Afgevaardigden. Van 1935 tot 1941 was hij lid van de Nationale Assemblee van de Filipijnen. In 1941 werd hij opnieuw gekozen in het Huis van Afgevaardigden. Na de oorlog was hij van 1949 tot 1954 Filipijns ambassadeur in het Verenigd Koninkrijk. Van 1959 tot 1962 was Romero minister van onderwijs in het kabinet van president Carlos Garcia.

## Biografie
Jose Romero werd geboren in Bais in de Filipijnse provincie Negros Occidental. Hij was een zoon van Francisco Romero en Josefa Muñoz. Romero behaalde in 1917 een Bachelor of Arts-diploma aan de University of the Philippines (UP) en voltooide na een onderbreking wegens gezondheidsklachten in 1922 een bachelor-opleiding rechten aan dezelfde onderwijsinstelling. Op 6 november van dat jaar slaagde hij bovendien voor het toelatingsexamen van de Filipijnse balie. Tijdens zijn studententijd was Romero redacteur van Rising Philippines en Philippines National Weekly (1918-1920). Ook schreef hij veel artikelen voor de Philippines Free Press. Na zijn afstuderen was hij een jaar lang actief als advocaat in Manilla. Na dat jaar verhuisde hij terug naar Negros, waar hij zijn advocatenpraktijk voortzette.
In 1925 werd Romero gekozen in de provinciale raad van Negros Oriental en drie jaar later werd hij herkozen. In 1931 werd Romero namens het 2e kiesdistrict van Negros Oriental gekozen in het Filipijns Huis van Afgevaardigden. Zijn periode in het Huis duurde tot 1935. In dat jaar werd de Filipijnse Grondwet aangenomen. De nieuwe Gemenebest van de Filipijnen kende voortaan een eenkamerige Nationaal Assemblee van de Filipijnen. Romero werd bij de verkiezingen van 1935 gekozen tot afgevaardigde in dit Assemblee. In 1938 werd hij herkozen. Na een grondwetswijziging in 1941 werd het parlement toch weer opgesplitst in twee kamers. Bij de verkiezingen in dat jaar werd Romero opnieuw gekozen in het Huis van Afgevaardigden. Het parlement met Romero erin zou echter niet meer in zitting gaan doordat de Japanners kort na de verkiezingen het land binnenvielen. Op 17 december 1941 was Romero een van de opvarenden van de veerboot S.S. Corregidor die bij Corregidor zonk
nadat het op een mijn liep. Romero overleefde de ramp, in tegenstelling tot veel van zijn medepassagiers onder wie voormalig senator Hermenegildo Villanueva.
Na de herovering van de Filipijnen door de Amerikanen was Romero in 1945 een van de leden van het 1e Congres van het Gemenebest van de Filipijnen. Bij de verkiezingen van 1946 werd Romero gekozen in de Senaat van de Filipijnen met een termijn van drie jaar. Na een succesvol protest tegen de verkiezingsuitslag nam Prospero Sanidad echter zijn plaats in de Senaat in. In 1949 werd Romero benoemd tot Filipijns ambassadeur in het Verenigd Koninkrijk. Deze functie bekleedde hij tot 1954. Op 18 mei 1959 werd Romero benoemd tot minister van onderwijs. Zijn termijn als minister in het kabinet van Carlos Garcia duurde tot 4 september 1962.
Romero was getrouwd met Elisa Villanueva en kreeg met haar negen kinderen.